# Aphycus immaculatus
Aphycus immaculatus är en stekelart som beskrevs av Howard 1894. Aphycus immaculatus ingår i släktet Aphycus och familjen sköldlussteklar. Inga underarter finns listade i Catalogue of Life.